# لری میریکس
لری میریکس (انگلیسی: Larry Myricks؛ زادهٔ ۱۰ مارس ۱۹۵۶) ورزشکار دو و میدانی اهل ایالات متحده آمریکا است.
وی در مسابقات کشوری و بین‌المللی در مجموع برندهٔ ۴ مدال طلا، ۱ مدال نقره، ۳ مدال برنز شده‌است.